# Municipio de East Manchester
El municipio de East Manchester (en inglés, East Manchester Township) es un municipio del condado de York, Pensilvania, Estados Unidos. Tiene una población estimada, a mediados de 2022, de 8507 habitantes.

## Geografía
Está ubicado en las coordenadas 40°02′42″N 76°42′28″O / 40.04500, -76.70778 (40.044867, -76.707641).

## Demografía
Según el censo de 2000, en ese momento los ingresos medios de los hogares eran de $49,417 y los ingresos medios de las familias eran de $56,186. Los hombres tenían ingresos medios por $38,672 frente a los $26,506 que percibían las mujeres. Los ingresos per cápita eran de $20,559. Alrededor del 2.6% de la población estaba por debajo de la línea de pobreza.
De acuerdo con la estimación 2017-2021 de la Oficina del Censo, los ingresos medios de los hogares son de $88,281 y los ingresos medios de las familias son de $100,417. Los ingresos per cápita en los últimos doce meses, medidos en dólares de 2021, son de $37,520. Alrededor del 4.6% de la población está por debajo de la línea de pobreza.